# Spjuthoppspindel
Spjuthoppspindel (Dendryphantes hastatus) är en spindelart som först beskrevs av Carl Alexander Clerck 1757.  
Spjuthoppspindel ingår i släktet Dendryphantes, och familjen hoppspindlar. Enligt den svenska rödlistan är arten nära hotad i Sverige. Arten förekommer på Gotland, Öland, Götaland och Svealand. Artens livsmiljö är skogslandskap. Inga underarter finns listade.